# لا کابینا
لا کابینا (به اسپانیایی: La cabina - به معنی کیوسک تلفن) نام فیلم ۳۵ دقیقه‌ای تلویزیونی به کارگردانی آنتونیو مِرسِرو محصول سال ۱۹۷۲ کشور اسپانیا است. فیلمنامه لا کابینا توسط مِرسِرو و خوزه لوئیس گارسی نوشته شده‌است. این فیلم برندهٔ جایزه امی شده‌است.

## داستان
فیلم با نصب یک کیوسک تلفن در خیابان توسط چند کارگر آغاز می‌شود. مدتی بعد مردی (با بازی خوزه لوئیس لوپس باسکِس) پس از آنکه پسر کوچکش را سوارِ اتوبوس می‌کند برای تلفن‌زدن وارد کیوسک تلفن می‌شود اما درِ کیوسک پشت سر او بسته شده و دیگر باز نمی‌شود. مرد تقاضای کمک می‌کند ولی هر چه رهگذرها تلاش می‌کنند در کیوسک باز نمی‌شود. کم‌کم ازدحام جمعیت در اطراف محل زیاد می‌شود و گیر افتادن مرد در آن مخمصه به نوعی سرگرمی برای رهگذرها تبدیل می‌شود. سپس پلیس به محل می‌آید اما کاری از پیش نمی‌برد. پس از آنها حضور مأموران آتش‌نشانی و تلاش‌شان برای شکستن کیوسک هم بی‌نتیجه می‌ماند.
در پایان افرادی به محل می‌آیند و کیوسک را در همان حال که مرد داخلش است سوار کامیون کرده و به محلی منتقل می‌کنند که در آنجا تعداد زیادی کیوسک، با افرادی که داخل‌شان محبوس شده و مرده‌اند وجود دارد.

## جوایز
- ۱۹۷۳ - جایزهٔ امی بهترین تله فیلم[۱]
- ۱۹۷۳ - جایزهٔ فوتوگراماس سیمین بهترین بازیگر تلویزیونی[۲]
- ۱۹۷۶ - جایزهٔ بهترین بازیگر تلویزیونی از انجمن منتقدان هنر و سرگرمی لاتین[۳]